# Wiktor Michailowitsch Tschebrikow
Wiktor Michailowitsch Tschebrikow (russisch Виктор Михайлович Чебриков, englisch: Viktor Mikhailovich Chebrikov; * 27. April 1923 in Jekaterinoslaw (Ukraine); † 7. Juli 1999 in Moskau) war sowjetischer Politiker und KGB-Offizier. Von  1982 bis 1988 amtierte er als Chef des KGB, zudem war er von 1985 bis 1989 Mitglied des Politbüros der KPdSU.

## Biografie

### Aufstieg
Tschebrikow studierte nach dem Abitur ein Jahr am Metallurgischen Institut von Dnepropetrowsk. Er wurde dann 1941 im Zweiten Weltkrieg bereits als Leutnant einberufen und bis 1945 bis zum Major befördert. Er erhielt am Ende des Krieges seine weitere Stabsausbildung an der Frunse-Militärakademie in Moskau. Auf Grund von Augenproblemen beendete er die Militärlaufbahn und studierte in Dnipropetrowsk an der Ingenieurhochschule. Ab 1950 war er als Metallurge bei der Stadt beschäftigt.

Er trat 1950 der Kommunistischen Partei der Sowjetunion (KPdSU) bei. 1961 wurde er Erster Sekretär des Stadtkomitees der Partei von Dnipropetrowsk und lernte dort den damaligen Parteichef der Ukraine Leonid Breschnew kennen.
Nach der Ablösung von Semitschastny als Chef des sowjetischen Geheimdienstes wechselte Tschebrikow 1967 ins Komitee für Staatssicherheit (KGB) und wurde unter dessen neuem Chef Juri Andropow Abteilungsleiter und Stellvertretender Vorsitzender des KGB. In dieser Position untersuchte er u. a. auch Korruptionsangelegenheiten, in die Verwandte Breschnews verwickelt sein sollten.

### Im Zentrum der Macht
Nach Breschnews Tod 1982 wurde zunächst Witali Fedortschuk Vorsitzender des KGB. Nach Klagen führender KGB-Offiziere über diesen, sorgte der neue Staatschef Andropow jedoch bereits im Dezember 1982 für dessen Absetzung. Neuer Vorsitzender des KGB wurde Tschebrikow, nunmehr Generaloberst des KGB, der als fähiger Verwaltungsfachmann galt und sich durch seine korrekte, kompetente und geradlinige Amtsführung auszeichnete. Das Amt des KGB-Vorsitzenden bekleidete Tschebrikow bis 1988.
Er leitete die Operation RYAN, um befürchtete Angriffspläne der NATO zu erkunden. Unter ihm unterstützte der KGB die Wahl Gorbatschows zum Generalsekretär. Von 1984 bis 1985 war Tschebrikow Kandidat des Politbüros der KPdSU. 1985 stieg er mit Unterstützung Gorbatschows auf in das höchste politische Gremium der UdSSR, er wurde Vollmitglied im Politbüro der Kommunistischen Partei der Sowjetunion, und zwar in der Zeit vom 23. April 1985 bis zum 20. September 1989. 1987 führte Tschebrikows wachsende Ablehnung der Innenpolitik Gorbatschows dazu, dass dieser Krjutschkow förderte. Im Oktober 1988 wurde Tschebrikow als Vorsitzender des KGB durch Krjutschkow abgelöst, blieb jedoch bis September 1989 Mitglied des Politbüros.
Nachdem er den KGB-Vorsitz abgegeben hatte, war Tschebrikow für die Zeit von 1988 bis 1989 Sekretär des Zentralkomitees. Mit 65 Jahren schied er aus der aktiven Laufbahn aus.
Er war seit 1947 mit einer Absolventin seiner Hochschulzeit verheiratet.

### Ehrungen
- Held der sozialistischen Arbeit
- viermal den Leninorden
- Orden der Oktoberrevolution
- Rotbannerorden
- Alexander-Newski-Orden
- dreimal den Orden des Roten Banners der Arbeit
- Orden des Vaterländischen Krieges I. Klasse
- Staatspreis der UdSSR[1]

## Schriften
- Chebrikov, Viktor M. et al., eds.: Istoriya sovetskikh organov gosudarstvennoi bezopasnosti. Rotbanner-Institut (Moskau, 1977)